# Självbevarelsedrift
Självbevarelsedrift är ett beteende som garanterar överlevnaden hos en organism. Den är i det närmaste generell bland levande organismer. Smärta och rädsla är en del av denna mekanism.

## Funktion och exempel
Smärta motiverar individen till att dra sig ur skadliga situationer för att skydda en skadad kroppsdel medan den läker eller för att undvika liknande erfarenheter i framtiden. Smärtan upphör vanligen när den smärtsamma stimulansen eliminerats och kroppen har läkt, men ibland kvarstår smärtan trots avlägsnande av stimulus och skenbar läkning av kroppen och ibland uppstår smärta i frånvaro av någon detekterbar stimulus, skada eller sjukdom.
Rädsla motiverar organismen till att söka säkerhet och kan orsaka frisättning av adrenalin, som medför ökad styrka och skärpta sinnen såsom hörsel, lukt och syn. Självbevarelsedrift kan också tolkas bildligt med tanke på de anpassningsmekanismer som tillgrips för att förhindra känslomässiga trauman från att förvränga sinnesintryck, se försvarsmekanism.
Även de mest enkla levande organismer (till exempel encelliga bakterier) är vanligtvis under ett intensivt selektivt tryck för att undvika en skadlig miljö om en sådan föreligger. Organismer utvecklas också samtidigt till att anpassa sig till en godartad miljö (till exempel modifierar en marin svamp sin struktur som svar på aktuella förändringar, för att bättre absorbera och tillgodogöra sig näringsämnen). Självbevarelse är därför ett nästan universellt kännetecken för liv.
När de ställs inför ett nytt hot, har emellertid många arter en självbevarelsedrift som antingen är alltför specialiserade, eller inte tillräckligt specialiserad för att klara det särskilt hot. Ett exempel är dronten, som utvecklats i avsaknad av naturliga fiender och därmed saknade en lämplig, allmän självbevarelsedrift till försvar mot hoten från människor och råttor, och därför inte visade någon rädsla för dem.